# Spárga (tornagyakorlat)

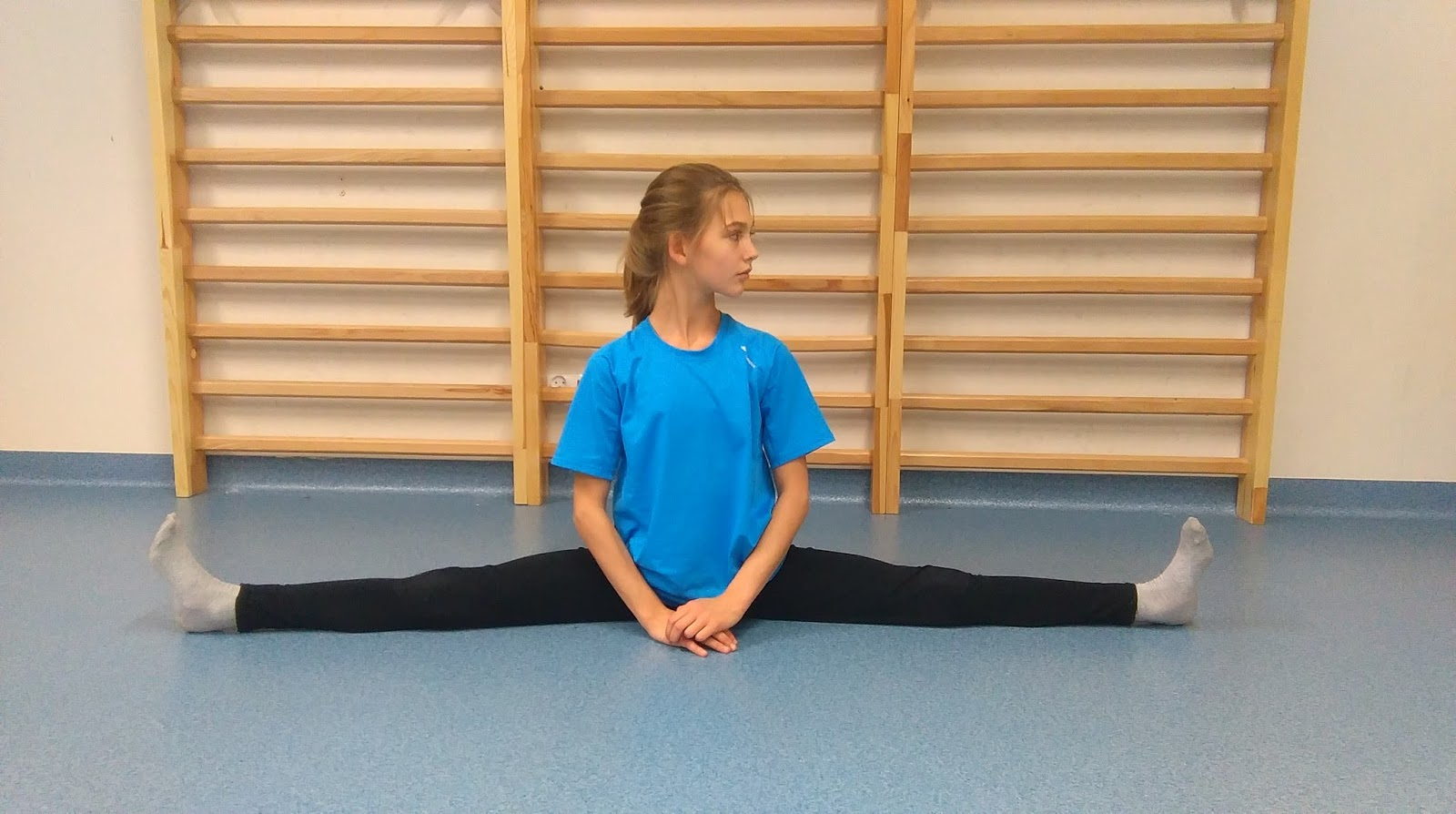

A spárga olyan testhelyzet, amelyben a lábak egymással egy vonalban vannak, és ellentétes irányba vannak kinyújtva. A spárgázást általában különböző sporttevékenységekben végzik, többek között táncban, műkorcsolyában, tornában, szinkronúszásban, harcművészetekben, légtornában és jógában. Ha a lábak előre és hátra vannak kinyújtva, a jógában Hanumanasanának vagy majompozíciónak nevezik, az oldalsó spárgázást (terpeszspárga) pedig Samakonasanának. A spárga pozíciót felvett személyről azt mondják, hogy  'spárgázik'.
Spárga végrehajtásakor a belső combok körülbelül 180 fokos szöget zárnak be. Ez a nagy szög jelentősen megnyújtja, és így kiváló rugalmasságot biztosít a combhajlító- és a csípőizmoknak. Következésképpen a spárgázást gyakran használják nyújtógyakorlatként a lábizmok bemelegítésére és rugalmasságának fokozására. A 180°-ot meghaladó nyitást túlspárgának nevezik. Léteznek olyan emberek, akik gyakorlat révén képesek még a 270 fokos is teljesíteni.

## Fajtái

### Forma szerint
- Előre spárga: a lábak előre és hátra vannak kinyújtva.
- Oldal spárga: a lábak oldal irányban vannak kinyújtva.

### Variációk

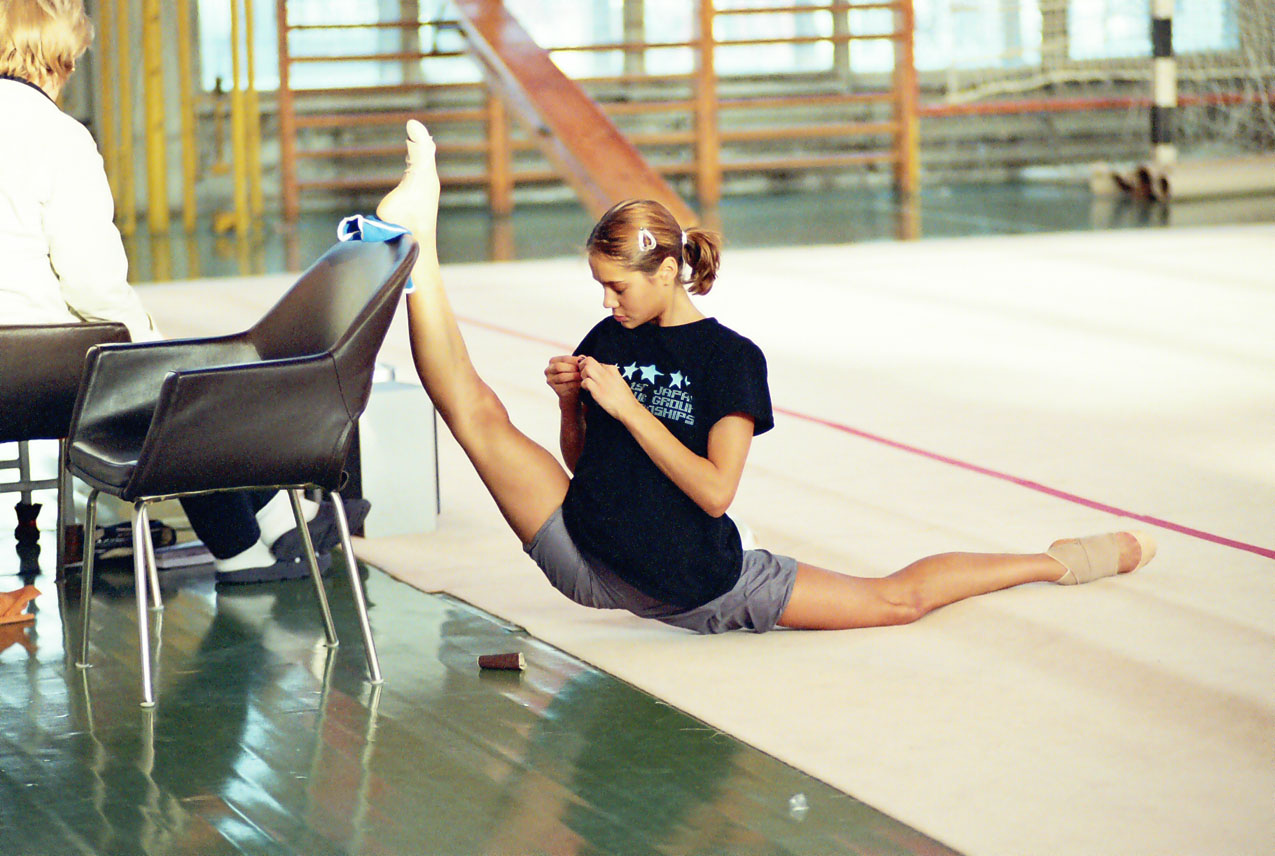
Túlspárga

- Túlspárga: a lábak közötti szög meghaladja a 180 fokot.
- Függő spárga: csak a két lábfejen támaszkodik az egész test, pl. két szék között.
- Ugró spárga: ugrás után, a levegőben kerül sor a spárga végrehajtására.
- Álló spárga: függőleges spárga, egy talpon állva, másik lábbal felfele mutatva.
- Váltott spárga: mozdulatsor, a spárgázó az egyik formából átfordul a másik formába ( előre spárgánál megcseréli a lábakat, azaz amelyik elől volt, azt hátra nyújtaj, és fordítva)

## Fordítás
- Ez a szócikk részben vagy egészben  a   Split (gymnastics) című angol Wikipédia-szócikk ezen változatának fordításán alapul.  Az eredeti cikk szerkesztőit annak laptörténete sorolja fel. Ez a jelzés csupán a megfogalmazás eredetét és a szerzői jogokat jelzi, nem szolgál a cikkben szereplő információk forrásmegjelöléseként.